# Kwanza (fleuve)
Pour les articles homonymes, voir Kwanza.
Le Kwanza, aussi nommé Cuanza, Coanza ou Quanza, est un fleuve de l'Angola qui se jette dans l'océan Atlantique.
Ce même nom est attribué, depuis 1977, à la monnaie nationale.

## Géographie
Il prend sa source sur le plateau de Bié dans la province éponyme, son écoulement se fait en direction du nord puis de l'ouest, avant de rejoindre l'océan Atlantique à une cinquantaine de kilomètres au sud de la capitale Luanda. La FAO lui a attribué en 1990 un débit annuel de 26 km3[réf. nécessaire].

## Toponymes
Le fleuve donne son nom à deux provinces du pays situées de part et d'autre de son cours, Kwanza-Nord et Kwanza-Sud.

## Hydrologie
Situé sur la commune de Mumbué (en) qui fait partie de la municipalité de Chitembo (en), la source du fleuve est sommairement aménagée dans un espace boisé et sablonneux le long d'un sentier bordé de hautes herbes à une altitude, estimée en 1877, de 1 700 mètres (1 394 mètres selon OpenStreetMap). Certains jours fériés ou dimanches, les visiteurs occupent les lieux en famille pour la journée.
En raison des nombreux rapides qui émaillent son parcours, le Kwanza n'est propice à la navigation qu'à partir de Dondo, situé à 193 km de l'embouchure. Situé dans une large plaine, l'estuaire est précédé de méandres, où la marée se fait sentir. Cependant, le cours supérieur du fleuve offre des possibilités hydroélectriques. La Sonefe s'y est intéressée dès 1958. Le Barrage de Kapanda, dans la province de Malanje ne fut terminé qu'en 2004, après avoir été planifié dans les années 1990.
Le cours supérieur du fleuve Kwanza est aménagé depuis le début des années 1980 par le leader mondial des barrages, le géant brésilien Odebrecht. La multinationale modernise l'installation de Cambambe, édifiée à l'époque coloniale par la Sonefe. Selon l'entreprise, 70 % des Angolais n'ont pas accès à l'électricité. Et le pays ne produirait que 30 % de la demande. L'Angola pourrait devenir auto-suffisant d'ici à 2017. Plus tard, il pourrait même exporter son électricité.

## Histoire coloniale
La conquête du cours du fleuve Kwenza par les Portugais a joué un rôle important dans l'histoire de l'Angola, motivée dans un premiers temps par la recherche de métaux précieux, qui va s'avérer infructueuse. La volonté de Lisbonne est de s'approprier les importantes mines d'argent qu'elle pense trouver en remontant les sources du fleuve. Au même moment fut lancé le projet de colonisation: des missionnaires jésuites furent envoyés au Mozambique pour rejoindre l'Empire du Monomotapa et les mines d'or que la tradition orale lui attribuent, depuis la côte de l'Océan Indien.
En 1567, le comptoir de Luanda est ébauché sur une île de l'embouchure du fleuve Kwanza, à 300 km au sud de l'embouchure du fleuve Congo, épicentre du Royaume du Kongo. En 1575, la couronne portugaise accorde à Paulo Dias de Novais (en), une charte pour bâtir 3 châteaux forts entre le Bengo et le Cuanza, fleuve au sud du Congo, navigable jusqu'à 200 km dans l'intérieur. Le véritable objectif est les célèbres mines d'argent de Cambambe recherchées depuis 1520.
Pendant trois ans, accompagné de 350 à 700 trafiquants, cordonniers et tailleurs, selon les sources, il vit en paix avec le roi d'Angola, puis recevra de 1578 à 1587, cinq renforts  en hommes et en matériel. 
Le roi d'Angola fait tuer  30 Portugais et saisit leurs marchandises
Parvenus à Cambambe, les Portugais ont du mal à accepter que les fameuses « mines » ne soient que mythe dénoncé par Balthasar de Castro en 1526 et se brouillent avec la population locale.

## Aménagements et écologie

### Écologie
Une riche biodiversité est trouvée dans le fleuve angolais en 2008. Le premier décompte de la diversité de l'habitat du fleuve a jusqu'à présent trouvé 50 espèces de poissons. Des chercheurs de l'Institut national de recherche sur la pêche (Instituto Nacional de Investigação Pesqueira, INIP) et de l'Institut sud-africain pour la biodiversité aquatique (en) (SAIAB) affirment que les tests génétiques pourraient révéler de nouvelles espèces.

## Galerie

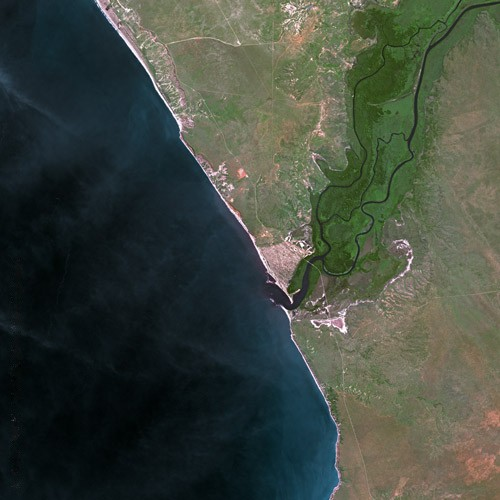
Vue de l'embouchure du fleuve depuis un satellite SPOT en 2007.
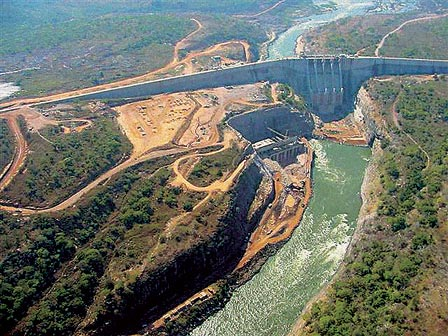
Vue aérienne du barrage de Kapanda en 2012.
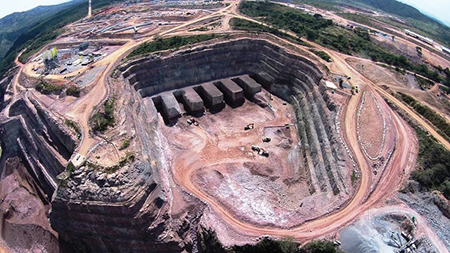
Vue aérienne de la construction du barrage de Laúca en 2014.
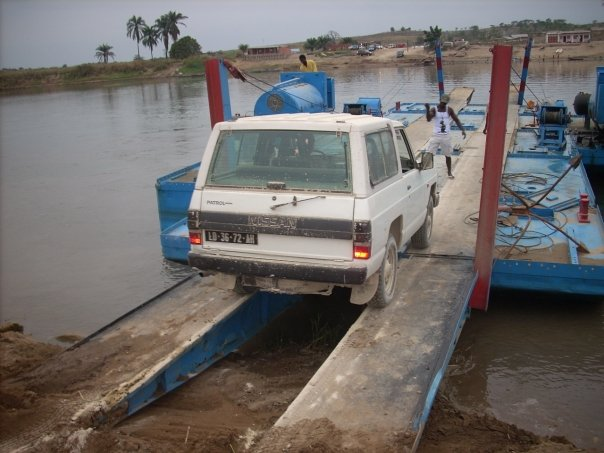
Traversée d'un affluent du Kwanza.
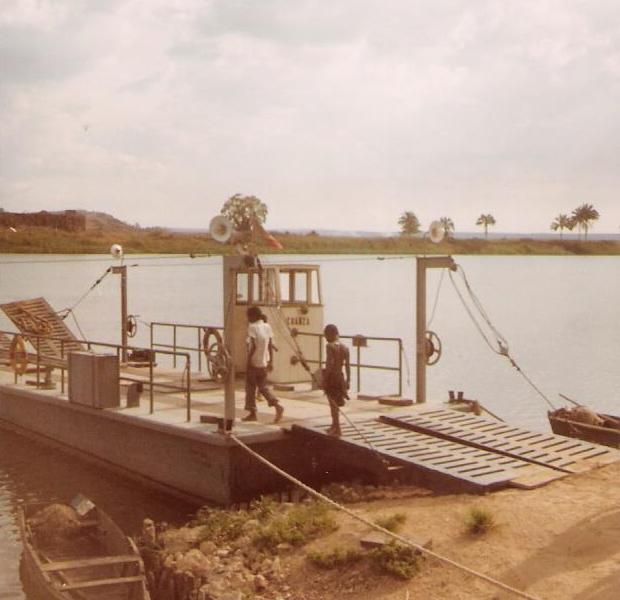
Vue du fleuve dans le parc national de Kisama en 1972.
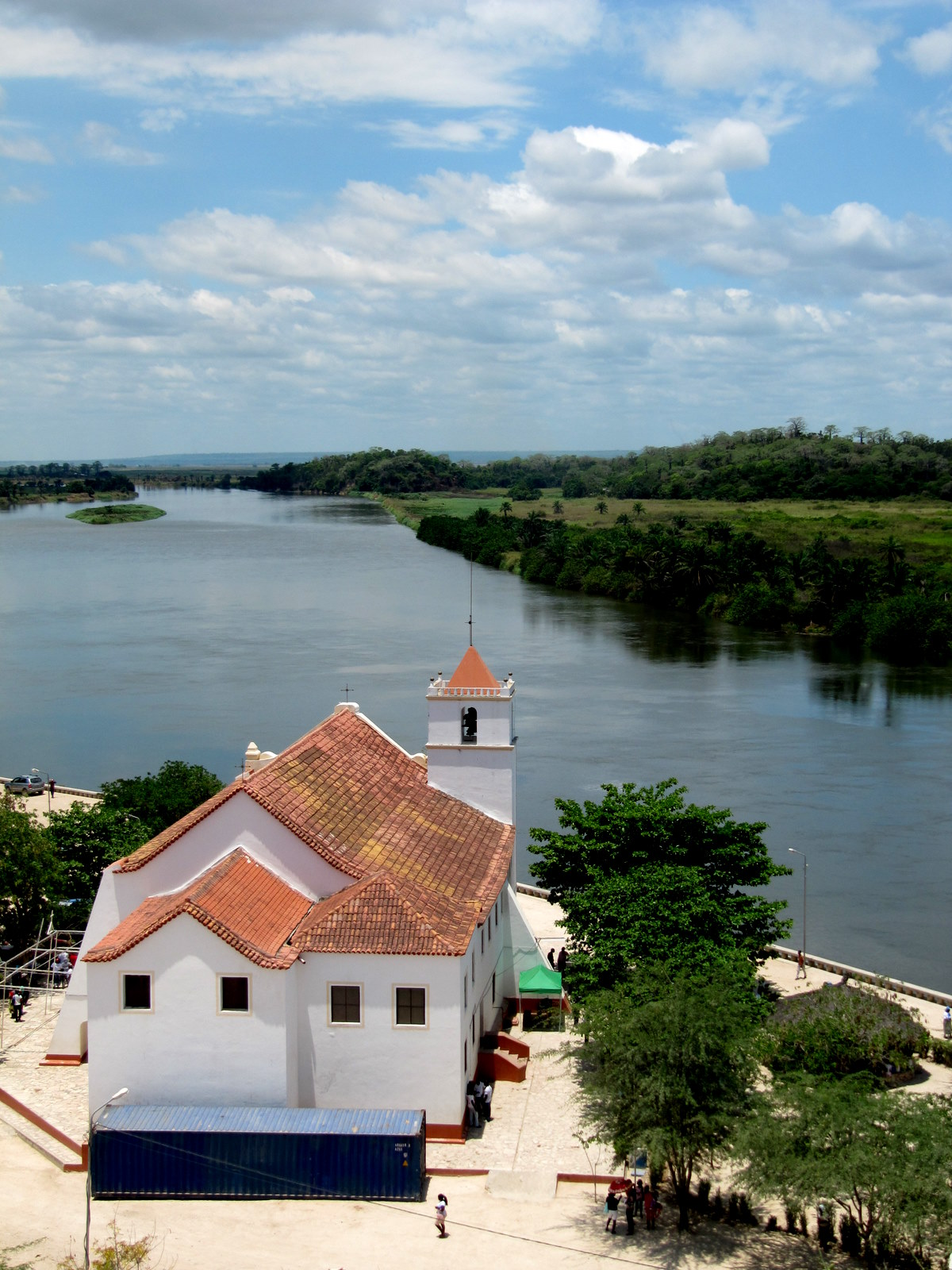
Vue du fleuve et de l'église de Notre-Dame de la Conception (Nossa Senhora da Conceição) de Muxima (pt) en 2009.